# Tolga Şahin
Tolga Ozge Şahin (1970) è un arbitro di pallacanestro turco naturalizzato italiano.
Cresciuto a Bursa, la sua carriera arbitrale ha avuto inizio nel 1992, e a partire dal 1995 ha diretto incontri nel massimo campionato turco. Prima del trasferimento in Italia, ha arbitrato un totale di 174 partite, tra cui 4 finali scudetto, 1 Coppa del Presidente, 2 Final Four della Coppa di Turchia femminile e 1 della Coppa di Turchia maschile.
Tolga Şahin risiede dal 2003 a Messina, in Sicilia, dove si è trasferito dopo il matrimonio con Cristina Correnti. I figli Renato e Lara sono giocatori di basket.
Arbitro internazionale dal 1999, nel 2006, 2007 e 2012 Sahin ha diretto le finali di Eurolega, l'ultima delle quali tra Olympiacos Pireo e CSKA Mosca. Nel 2014 ha arbitrato la finale di Uleb Cup, nel 2006 la finale di Euroleague Women e nel 2018 la final four di  Basketball Champions League. In più ha arbitrato tre mondiali giovanili. Oltre alla sua attività arbitrale, ha ricoperto il ruolo di responsabile regionale del Comitato Italiano Arbitri (CIA) per la Sicilia.
Ha vinto il Premio Reverberi nel 2006-2007. Ha vinto il premio nazionale arbitri “Martolini 2015”.
Ha arbitrato la finale di EuroBasket 2017. Ha arbitrato la semifinale del Mondiale 2019.
Al 2023-2024, conta 600 gare in Serie A, 18 stagioni nei playoff, 84 partite nei playoff, 19 finali scudetto, 3 finali di Coppa Italia e 2 finali di Supercoppa. È il secondo arbitro siciliano con più stagioni in Serie A: 20, aggiornato alla stagione 2023-'24.